# Нову-Планалту
Нову-Планалту (порт. Novo Planalto) — муниципалитет в Бразилии, входит в штат Гояс. Составная часть мезорегиона Северо-запад штата Гойас. Входит в экономико-статистический микрорегион Сан-Мигел-ду-Арагуая. Население составляет 2721 человек на 2006 год. Занимает площадь 1242,639 км². Плотность населения — 2,2 чел./км².
Праздник города — 1 июня.

## Статистика
- Валовой внутренний продукт на 2003 год составляет 22 272 014,00 реалов (данные: Бразильский институт географии и статистики).
- Валовой внутренний продукт на душу населения на 2003 год составляет 7309,49 реалов (данные: Бразильский институт географии и статистики).
- Индекс развития человеческого потенциала на 2000 год составляет 0,715 (данные: Программа развития ООН).